# Tsai Ing-wen
Tsai Ing-wen (chiń. 蔡英文; pinyin Cài Yīngwén; pe̍h-ōe-jī Chhoà Eng-bûn; ur. 31 sierpnia 1956 w Tajpej) – tajwańska polityczka, wicepremier Republiki Chińskiej w latach 2006–2007. Od maja 2008 do lutego 2012 i ponownie od maja 2014 przewodnicząca Demokratycznej Partii Postępowej (DPP). Prezydent Republiki Chińskiej w latach 2016–2024.

## Życiorys
Tsai Ing-wen urodziła się w 1956 na Tajwanie. W 1978 ukończyła studia licencjackie w dziedzinie prawa na Narodowym Uniwersytecie Tajwańskim (National Taiwan University), a dwa lata później studia magisterskie z zakresu nauk prawnych na Cornell University w Stanach Zjednoczonych. W 1984 doktoryzowała się na London School of Economics w Wielkiej Brytanii.
Po powrocie do kraju wykładała prawo na Uniwersytecie Soochow (Soochow University) oraz Narodowym Uniwersytecie Chengchi (National Chengchi University) w Tajpej. Wchodziła również w skład kilku agencji rządowych. Zajmowała stanowisko doradcy prawnego ds. międzynarodowych organizacji gospodarczych w Ministerstwie Spraw Gospodarczych. Była członkinią komitetu doradczego Rady ds. Chin kontynentalnych (Mainland Affairs Council), komisarzem w Komisji ds. Uczciwego Handlu (Fair Trade Commission) Yuanu Wykonawczego (rządu) oraz doradcą w Radzie Bezpieczeństwa Narodowego i doradcą prezydenta ds. polityki krajowej. W latach 2000–2004 zajmowała stanowisko przewodniczącej Rady ds. Chin kontynentalnych.
W 2004 wstąpiła do Demokratycznej Partii Postępowej (DPP). W tym samym roku z jej ramienia weszła w skład Yuanu Ustawodawczego (parlamentu). 26 stycznia 2006 została mianowana wiceprzewodniczącą Yuanu Wykonawczego (wicepremierem rządu). Funkcję tę pełniła do czasu dymisji rządu premiera Su Tseng-changa 17 maja 2007.
18 maja 2008 Tsai została wybrana przewodniczącą DPP, zdobywając ponad 61% głosów poparcia. Na stanowisku zastąpiła Franka Hsieh, który ustąpił z funkcji po przegranej w wyborach prezydenckich i znalezieniu się DPP w opozycji. Została kandydatką DPP w wyborach prezydenckich w 2012 roku, ubiegała się o to stanowisko jako pierwsza kobieta w historii Republiki Chińskiej. 14 stycznia 2012 roku poniosła porażkę w starciu z ubiegającym się o reelekcję prezydentem Ma Ying-jeou i zapowiedziała rezygnację z kierowania DPP. Pod koniec lutego 2012 ustąpiła ze stanowiska przewodniczącego partii, na którym zastąpiła ją tymczasowo burmistrz Kaohsiungu Chen Chu. W maju 2012 na nowego szefa DPP wybrany został były premier Su Tseng-chang.
W maju 2014 ponownie została wybrana przewodniczącą DPP.
W styczniu 2016 Tsai zdecydowanie wygrała wybory prezydenckie i z wynikiem 56,3% pokonała Erica Chu z Kuomintangu (31%), stając się pierwszą kobietą na stanowisku prezydenta. Jeszcze przed zamknięciem lokali wyborczych Chiny potwierdziły swój sprzeciw wobec niepodległości wyspy, za którą opowiadała się Demokratyczna Partia Postępowa i wyraziły zaniepokojenie stanem relacji dwustronnych.
W styczniu 2020 uzyskała reelekcję, zdobywając 57% głosów (8,17 mln osób), co stanowiło najlepszy wynik od czasów, kiedy kraj rozpoczął organizowanie wyborów prezydenckich. W kampanii podkreślała demokratyczne wartości Republiki Chińskiej i wyrażała solidarność z protestującymi w Hongkongu. 20 maja 2024 zakończyła urzędowanie.